# Železniční trať Vinkovci–Gunja

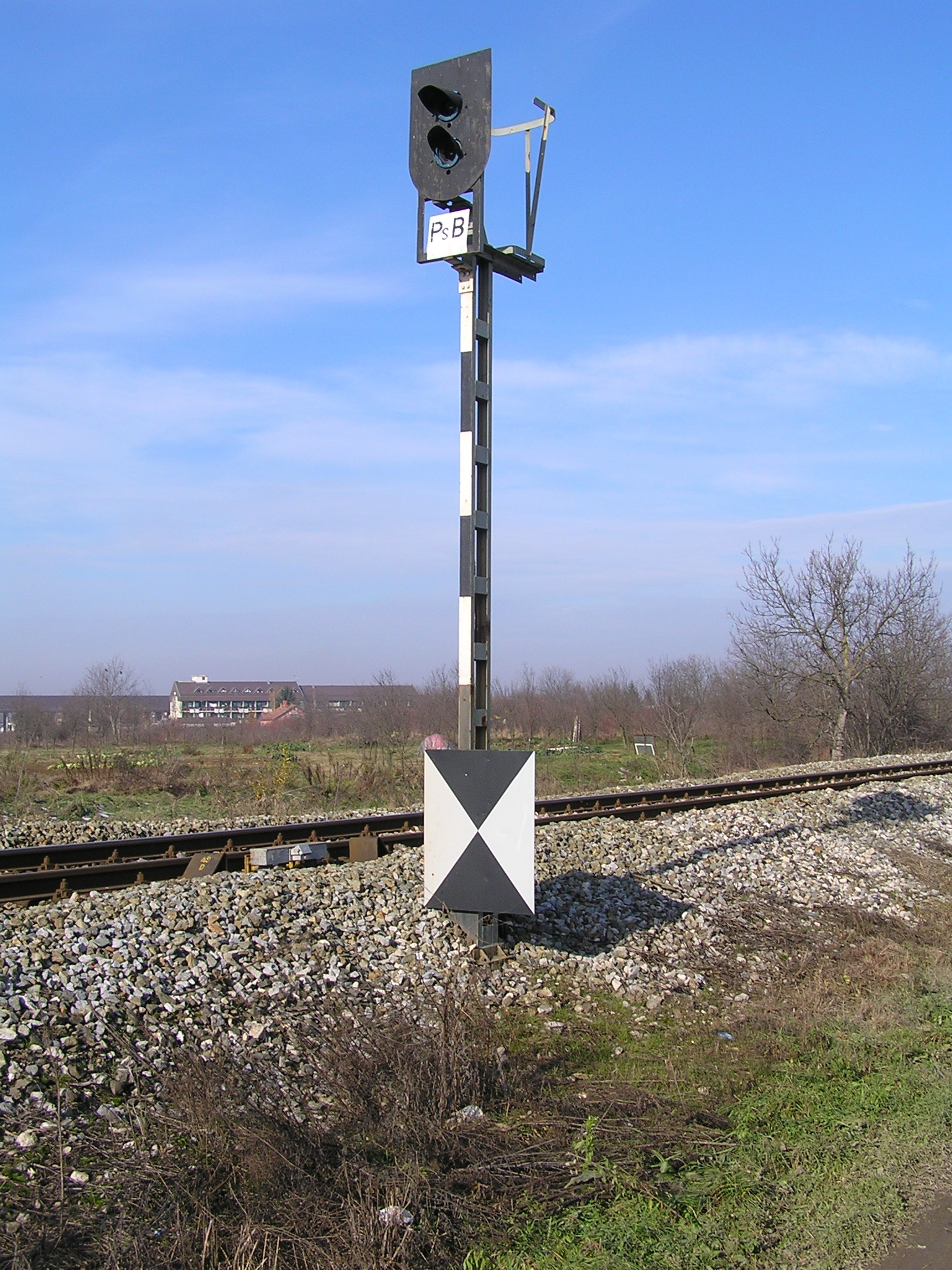
Signalizační zařízení na trati

Železniční trať Vinkovci–Gunja (chorvatsky Željeznička pruga Vinkovci–Gunja) se nachází ve východním Chorvatsku. Je dlouhá 51,2 km. Jedná se o jednokolejnou neelektrizovanou trať. V chorvatské železniční síti je značena pod číslem 48, resp. R 105.

## Trasa
Trať vede ze Záhřebu rovinatou krajinou severo-jižním směrem z chorvatského železničního uzlu Vinkovci až do města Gunja, které je přístavem na řece Sávě. Odtud dál na jih pokračuje železniční trať Brčko–Banovići. Na trati se nacházejí dva větší mosty; příhradový ocelový most přes slepé rameno Bosut na 8. km trati a přes řeku Sávu na samotném konci směrem do Bosny. Na 30. km trati je překonána dálnicí A3.

## Historie
Trať byla dokončena v roce 1886. V roce 1894 byl otevřen železniční most přes řeku Sávu, trať tak překročila hranice Bosny a Hercegoviny a dosáhla města Brčko. Budována a provozována byla rakousko-uherským státem. Trať však byla prodloužena dále, do Tuzly až v roce 1946. Její význam tak vzrostl především v oblasti nákladní dopravy, neboť tudy bylo vezeno uhlí z tuzlanského uhelného revíru.
V roce 2014 byla trať těžce zasažena povodněmi. Škoda činila čtyři miliony kun. Následně byla prostřednictvím značných finančních prostředků rekonstruována.

## Stanice
- Vinkovci
- Vinkovci Bolnica
- Vrapčana
- Privlaka
- Otok
- Spačva
- Vrbanja
- Drenovci
- Gunja